# Jill St. John
Jill Arlyn Oppenheim (Los Ángeles, California, 19 de agosto de 1940), conocida como Jill St. John, es una actriz de cine y televisión estadounidense.

## Biografía
Nacida en una familia judía con el nombre de Jill Arlyn Oppenheim. Sus mayores éxitos en el cine tuvieron lugar durante la década de 1960 y comienzos de la de 1970, incluyendo el primer y segundo episodios de la serie de televisión Batman (muere en la Batcave, siendo la única mujer en morir en toda la serie) y la película Diamonds are Forever de la saga James Bond.[cita requerida]
Es conocida por tener un cociente intelectual de 162 y por haber sido admitida en la Universidad de UCLA a los catorce años.[cita requerida]
St. John ha estado casada en cuatro ocasiones:
Neil Durbin - (23 de mayo de 1957 - 3 de junio de 1958) (divorcio)
Lance Reventlow - (24 de marzo de 1960 - 30 de octubre de 1963) (divorcio)
Jack Jones - (14 de octubre de 1967 - 1969) (divorcio)
Robert Wagner - (26 de mayo de 1990 - actualidad)